# هوسر
هوسر اصلاحی در دریانوردی است که برای یک کابل دریانوردی یا طناب بکار رفته در مهار اندازی یا کشیدن کشتی استفاده می‌شود.

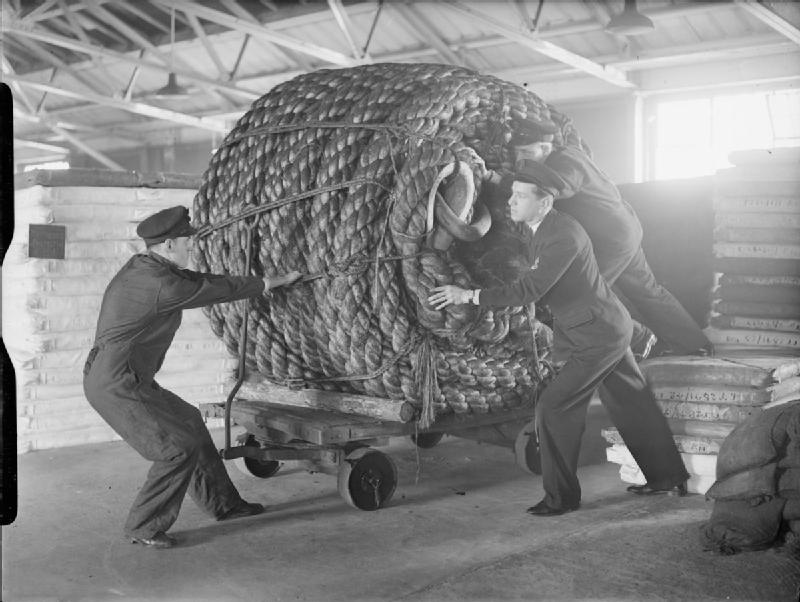
طناب هوسر بزرگ

هوسری که از درون چشمی لنگر می‌گذرد به نام "سوراخ گربه" نیز شناخته می‌شود. این گونه هوسر بر روی کناره سوراخ‌دار کشتی قرار دارد.